# Characidium roesseli
Characidium roesseli är en fiskart som beskrevs av Géry, 1965. Characidium roesseli ingår i släktet Characidium och familjen Crenuchidae. Inga underarter finns listade i Catalogue of Life.